# 维勒布拉马尔
维勒布拉马尔（法語：Villebramar，法語發音：[vilbʁamaʁ]）是法国洛特-加龙省的一个市镇，属于洛特河畔新城区。

## 地理
维勒布拉马尔（44°31'42"N, 0°28'33"E）面积10.06 平方千米，位于法国新阿基坦大区洛特-加龍省，该省份为法国西南部内陆省份，北起多爾多涅省，西接吉倫特省和朗德省，南至热尔省，东临塔恩-加龙省和洛特省。
与维勒布拉马尔接壤的市镇（或旧市镇、城区）包括：蒙巴于斯、蒙塔斯特吕克、通布伯夫。

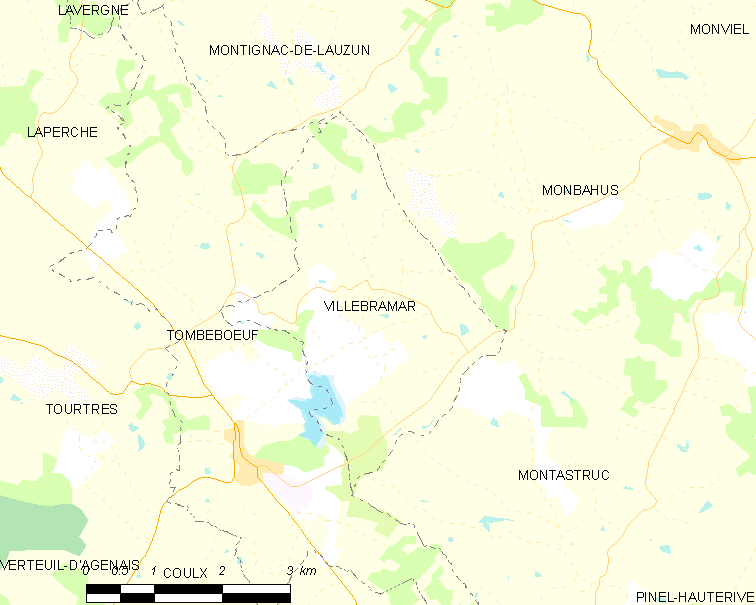
维勒布拉马尔的OSM定位图

维勒布拉马尔的时区为UTC+01:00、UTC+02:00（夏令时）。

## 行政
维勒布拉马尔的邮政编码为47380，INSEE市镇编码为47319。

## 政治
维勒布拉马尔所属的省级选区为勒利夫拉代县。

## 人口

1962-2008年间维勒布拉马尔人口变化图示

维勒布拉马尔于2022年1月1日时的人口数量为109人。